# Begonia incisa
Espèce
Begonia incisa est une espèce de plantes de la famille des Begoniaceae. Ce bégonia est originaire des Philippines. L'espèce fait partie de la section Petermannia. Elle a été décrite en 1859 par Alphonse Pyrame de Candolle (1806-1893). L'épithète spécifique incisa signifie « qui a des incisions profondes et irrégulières ».

## Répartition géographique
Cette espèce est originaire du pays suivant : Philippines.